# Мухамеджанов, Салихджан Алемджанович
Салихджан Алемджанович Мухамеджанов (вариант отчества: Алим Ходжиев) (1872 — ?) — купец, депутат Государственной думы II созыва от узбекского населения Ферганской области.

## Биография
По национальности узбек , мусульманин. Выпускник медресе Султан Мурад-бека. Кокандский купец. В партиях не состоял. Владелец земель, на которых велось сельское хозяйство. Владел русским и французским языками. Путешествовал, жил в Париже. Недвижимость, принадлежавшая Мухамеджанову, была оценена в 700 тысяч рублей.
В 1907 году избран в Государственную думу II созыва от коренного населения Ферганской области. Вошёл в Мусульманскую фракцию, субсидировал аренду квартиры для фракционных заседаний. Собрания фракции неоднократно проходили и в его  собственной квартире. В думских комиссиях не состоял, в  думских прениях не участвовал.
Во второй половине 1916 года Салихджан Мухамеджанов был привлечён к обследованию положения рабочих на Ташкентской железной дороге генерал-губернатором Туркестана генералом А. Н. Куропаткиным. В источниках приводится критический отзыв Мухамеджанова о своих единоверцах из отчета обследования: «Привычка мусульманина, да еще некультурного, сегодня сказать, а завтра отказаться, — ничего не значит». В каком контексте это было сказано неясно. 
Дальнейшая судьба и дата смерти неизвестны.

### Рекомендованные источники
- Котляр П, Вайс М. Как проходили выборы в Туркестане. Ташкент, 1947;
- Мусульманские депутаты Государственной думы России, 1906-1917 годы: Сборник документов и материалов. Уфа, 1998. С. 299;
- Усманова Д. М. Мусульманские представители в Российском парламенте, 1906-1917. Казань, 2005.
- Российский государственный исторический архив] Фонд 1278. Опись 1 (2-й созыв). Дело 285; Дело 626. Лист 98;
- Центральный государственный архив Республики Узбекистан. Фонд И-1. Опись 27. Дело 651. Лист 2.